# 龐巴迪 Flexity 2
庞巴迪 Flexity 2（Bombardier Flexity 2）是龐巴迪運輸生产的有軌電車或輕軌车辆系列。英国的黑池電車是第一個採納該系列有轨电车的客戶。Flexity 2是庞巴迪 Flexity系列輕軌车辆的後繼產品。

## 外部鏈接
- Bombardier Transportation Flexity 2